# 仙台市警察
仙台市警察（せんだいしけいさつ）は、かつて存在した宮城県仙台市の自治体警察。

## 概要
従来の宮城県警察部が解体され、1948年（昭和23年）3月7日に仙台市警察本部が仙台市役所内に設置された。1950年（昭和25年）2月に新庁舎が落成した。1952年（昭和27年）からは、名取郡増田町と閖上町（両町ともに現在は名取市）との間に警察組合（一部事務組合）の規約を締結した。
1954年（昭和29年）に新警察法が公布された。これにより国家地方警察と自治体警察が廃止され、新たに都道府県警察として宮城県警察本部が発足。仙台市警察も宮城県警察に統合され、姿を消した。

## 組織
1952年（昭和27年）時点
- 秘書室
- 警務部
  - 警務課、会計課
- 警備部
  - 警備第一課、警備第二課、交通課
- 捜査部
  - 捜査課、防犯課、鑑識課

## 警察署
1952年（昭和27年）時点
- 北警察署
- 南警察署
- 増田警察署
- 閖上警察署

## 主な事件
- 評定河原事件
- 大梶南事件